# Yayo
"Yayo" é uma canção da cantora e compositora norte-americana Lana Del Rey. Antes de assinar com uma grande gravadora, Del Rey lançou um videoclipe auto-produzido para "Yayo". A canção ganhou reconhecimento da crítica, com muitos críticos dizendo ser uma das melhores músicas já escritas pela cantora e louvando sua voz. Aparecendo em três álbuns de Del Rey até o momento, a música foi uma das poucas criadas exclusivamente por ela.

## Composição
"Yayo" é a única música de Paradise que Del Rey escreveu exclusivamente por si mesma. A canção apareceu em três grandes publicações por Del Rey desde o início de sua carreira musical. O título vem do espanhol coloquial para cocaína. Patricia Sullivan do The Huffington Post, disse que a canção é "decididamente anti-gênero", contendo elementos de música electrônica e blues rock. Depois de assinar com a Interscope Records através de um acordo conjunto com a Polydor, Del Rey foi o álbum de reconstruir a pista para a inclusão em seu EP, Paradise (EP). Esta segunda versão foi produzida por Emile Haynie e Dan Heath.

## Recepção da crítica
The Huffington Post avaliou como negativas tanto "Bel Air" e "Yayo". Discordando desta posição, Carl Williot de Idolator escreveu que "Yayo" deveria ter sido um single e foi a melhor música do EP. Chamando a música de Del Rey de a mais interessante da música até à data, Williot comparou a narração em "Yayo" com a situação de Anna Nicole Smith e disse que estava "tonto" e "burlesco". Digital Spy disse: "Ela pisa perto de ser excêntrica por causa da excêntrica em 'Yayo' ". definindo "Yayo" um dos típicos Del Rey "bad girl" músicas, Lancaster online citou "Yayo" como uma das melhores canções do Del Rey já escritos, concordando a declaração com: "Eu não sinto que estou exagerando um pouco, fazendo este louvor". música Indie revista Afogado em Som destacou a mudança de ritmo "Yayo" trouxe para "Paradise". Elogiá-lo, Afogado no som chamado "Yayo", ". shimmeringly bonito ... baleado com pesar incerteza, de olhos injetados de sangue 04:00 e um sentido de tudo apenas a um passo do colapso" Slant Magazine disse: "Yayo" é um feixe fino de Lolita imprecações e ensolarada sexualidade bar, envolta em produção corda wispy. Ele costas no mesmo tipo de repetição rítmica que surge em faixas como "American" e "Body Electric," todos eles muito fortemente inclinado em um esqueleto atmosférico pré-estabelecido". Inicialmente, dizendo que "nós podemos viver sem "Yayo",So So Gay deu crédito a música por ter "grande apelo em termos de jazzy sinto que traz para o álbum, mas perde-lo com uma série de exposições vocais que fazem a trilha, francamente, um pouco de warble ... ," finalizando sua revisão, acrescentando que, certamente, não tem nada sobre a faixa de encerramento, 'Bel Air'".

## Posições
| Posições (2012) | Melhor posição |
| --------------- | -------------- |
| França (SNEP)   | 120            |